# Radioåret 2000

## Händelser

### Januari
- 1 januari – Sveriges Radio fyller 75 år.[1]

### September
- 15 september-1 oktober – Under olympiska sommarspelen i Sydney använder Sveriges Radio DAB, WAP och Internet för att ge större valfrihet och tillgänglighet för lyssnarna.[1]

### Oktober
- 13 oktober – Publiksuccé då Sveriges Radio har Öppet hus.

## Radioprogram

### Sveriges Radio
- 1 december - Årets julkalender är Snälla Py.[2]

### Fotnoter
1. 1 2  ”Radio- och ljudhistoria - Om Sveriges Radio”. Sverigesradio.se. http://sverigesradio.se/sida/artikel.aspx?programid=3113&artikel=4362296. Läst 10 juni 2013.
2. ↑  ”2000, Snälla Py”. Sveriges Radio. http://sverigesradio.se/barn/julkalendrar/2000.stm. Läst 31 augusti 2015.